# Noord-Macedonië op het Eurovisiesongfestival

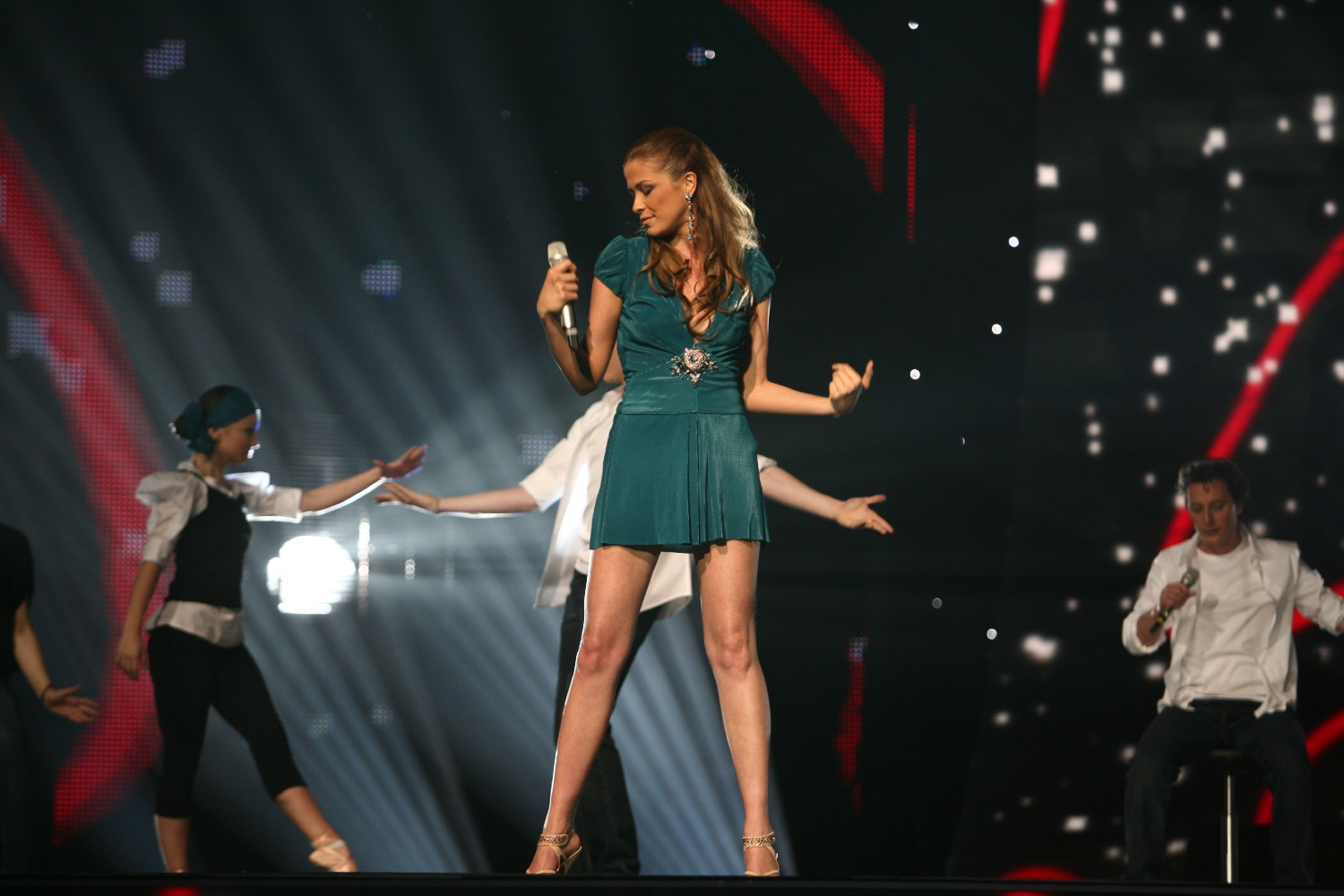
Karolina Gočeva in Helsinki (2007)

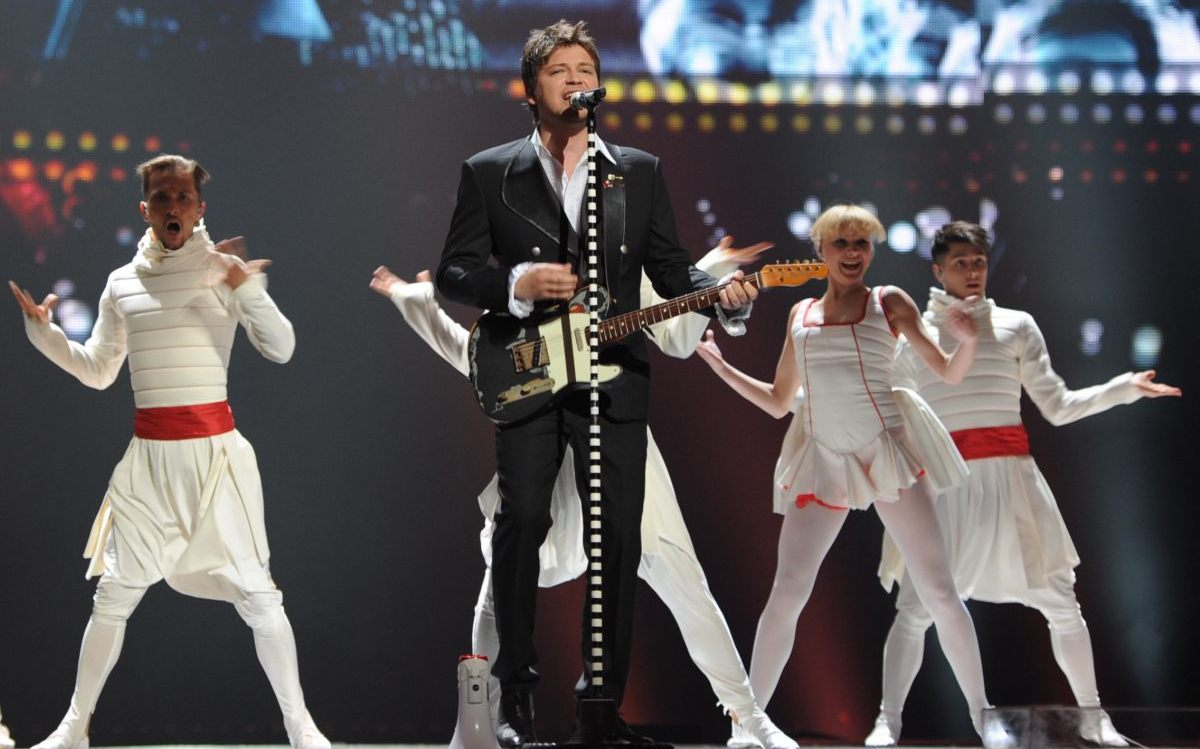
Vlatko Ilievski in Düsseldorf (2011)

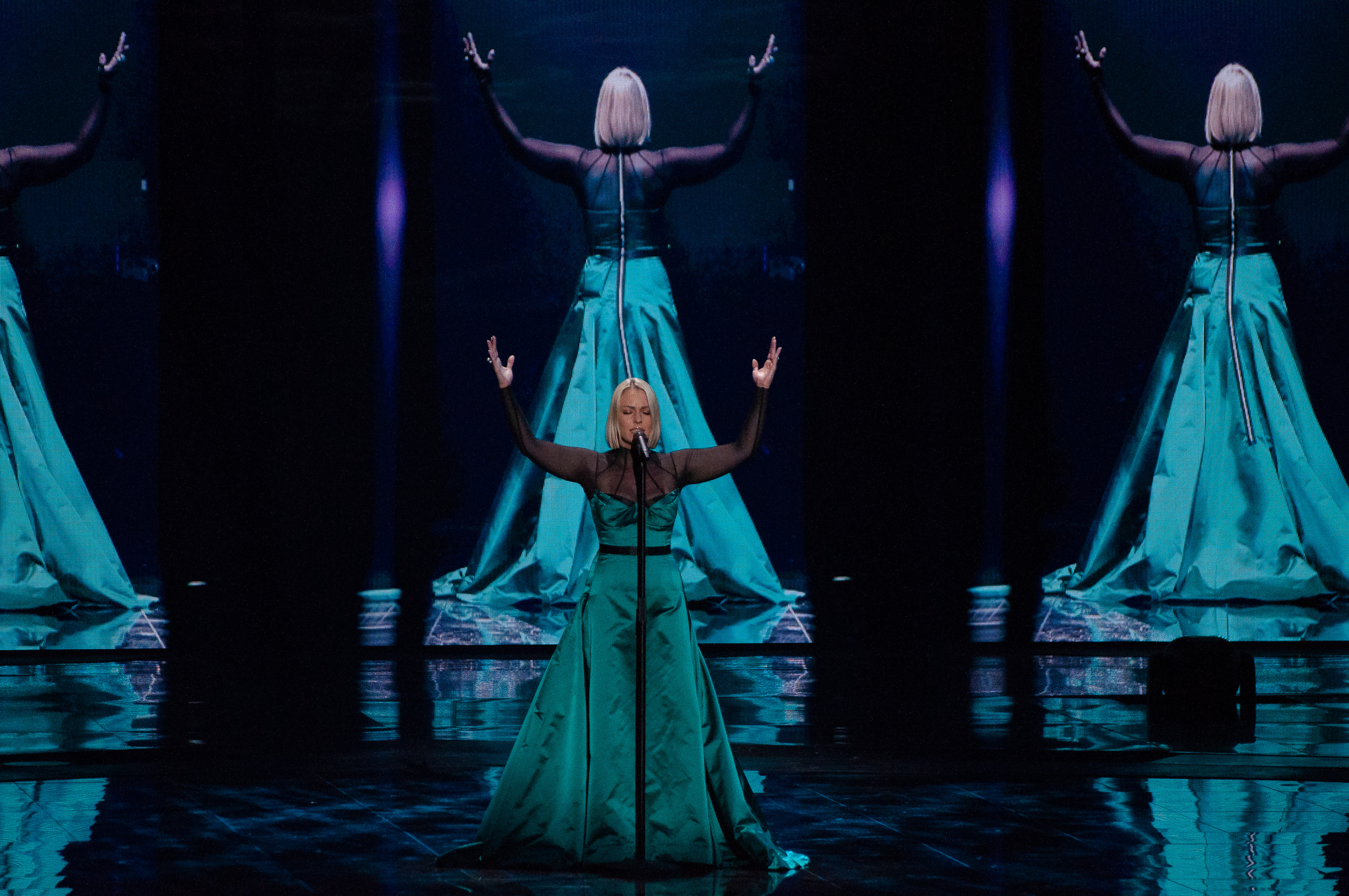
Tamara Todevska in Tel Aviv (2019)

Noord-Macedonië doet als onafhankelijk land sinds 1998 mee aan het Eurovisiesongfestival. Vanwege een meningsverschil met Griekenland over de naam van het land, werd Macedonië bij het Eurovisiesongfestival tot en met 2018 aangeduid als de Voormalige Joegoslavische Republiek Macedonië.

## Geschiedenis
Noord-Macedonië begon zijn loopbaan op het Eurovisiesongfestival in feite al als onderdeel van de republiek Joegoslavië, dat tussen 1961 en 1992 27 keer aan het Eurovisiesongfestival deelnam. Veel inzendingen van Joegoslavië eindigden in de loop der jaren in de middenmoot, maar enkele keren was er een positieve uitschieter. Zo werd er bijvoorbeeld driemaal een vierde plek in de wacht gesleept en in 1989 wist Joegoslavië het festival zelfs te winnen, met het nummer Rock me van de band Riva. Joegoslavië is echter nooit vertegenwoordigd geweest door een Macedonische kandidaat. De andere deelstaten, zoals Kroatië en Servië, leverden juist meerdere Joegoslavische vertegenwoordigers.
Na het uiteenvallen van Joegoslavië in 1992 gingen de verschillende voormalige deelstaten ook op het Eurovisiesongfestival onafhankelijk van elkaar verder. Maar waar Bosnië en Herzegovina, Kroatië en Slovenië hun debuut reeds in 1993 maakten, was de toenmalige Republiek Macedonië pas in 1998 voor het eerst van de partij. Het land had eigenlijk al in 1996 kunnen debuteren, maar de inzending van dat jaar kwam niet door de speciaal gehouden audiovoorronde heen.

### Resultaten
De inzendingen van Noord-Macedonië hebben tot nu toe voornamelijk zeer matige resultaten behaald. In 1999, 2001 en 2003 mocht de toenmalige Republiek Macedonië zelfs niet aan het Eurovisiesongfestival meedoen omdat het de jaren ervoor te laag had gescoord. Sinds in 2004 de halve finale op het festival is ingevoerd, kan ieder land elk jaar meedoen. Het land heeft sindsdien ieder jaar aan de halve finale deelgenomen. De eerste vier keer, van 2004 tot en met 2007, eindigde het land steeds bij de beste tien, waarmee het zich kwalificeerde voor de finale. In de finale eindigde het land echter steeds in de middenmoot. Het beste resultaat was lange tijd een twaalfde plaats in 2006, voor het lied Ninanajna van Elena Risteska.
Vanaf 2008 kreeg het land het moeilijker op het festival; het lukte sindsdien nog maar twee keer om de halve finale te overleven. Alle andere inzendingen sinds 2008 strandden in de halve finale, hoewel de uitschakeling soms nipt was. Zowel in 2008 als in 2009 eindigde het land als tiende in de halve finale, wat aanvankelijk recht had gegeven op een finaleplaats, maar door de verandering van regels gingen alleen de beste negen door. Over de laatste finaleplek werd door een jury beslist, en in beide jaren gaf die niet de voorkeur aan Macedonië. De nationale omroep MRT was hierover dusdanig gefrustreerd, dat het even dreigde met terugtrekking als de regels niet aangepast werden. In 2010 koos de EBU inderdaad voor een andere opzet, maar ook toen bleef het land steken in de halve finale. 
Sinds een relatief succesvolle finaleplaats in 2012, waarbij zangeres Kaliopi dertiende werd, zat er zes jaar op rij geen finaleplek meer in voor de Macedoniërs. In 2015 werd Danijel Kajmakoski op het Eurovisiepodium bijgestaan door de internationaal bekende groep Blackstreet, maar ook dit mocht niet baten. In 2016 bracht het nogmaals afvaardigen van Kaliopi ook geen succes. In 2018 bereikte het land een dieptepunt, toen Eye Cue in de halve finale voorlaatste werd.
Op het songfestival van 2019 trad het land voor het eerst aan onder de naam Noord-Macedonië. Tamara Todevska wist het land bij die gelegenheid voor het eerst in zeven jaar naar de finale te loodsen met haar sterke ballad Proud. De inzending bleek favoriet bij de vakjury's en deed daardoor geruime tijd mee om de winst. Bij de televoters was het lied echter minder populair. Uiteindelijk eindigde Todevska als zevende, veruit het beste resultaat ooit voor Noord-Macedonië.
In 2021 haalde het land met Vasil opnieuw niet de finale met wederom een voorlaatste plaats in de halve finale. Andrea haalde in 2022 de finale ook niet, maar werd 11e in de halve finale. Voor 2023 besloot Noord-Macedonië zich voor het eerst sinds de invoering van de halve finales terug te trekken. In 2024 trok Noord-Macedonië zich ook terug vanwege een gebrek aan financiële middelen.

## Macedonische deelnames
| Jaar | Artiest                      | Titel               | Fin. | Ptn. | Semi | Ptn. | Taal                  |
| ---- | ---------------------------- | ------------------- | ---- | ---- | ---- | ---- | --------------------- |
| 1998 | Vlado Janevski               | Ne zori, zoro       | 19   | 16   |      |      | Macedonisch           |
| 2000 | XXL                          | 100% te ljubam      | 15   | 29   |      |      | Macedonisch en Engels |
| 2002 | Karolina                     | Od nas zavisi       | 19   | 25   |      |      | Macedonisch           |
| 2004 | Toše Proeski                 | Life                | 14   | 47   | 10   | 71   | Engels                |
| 2005 | Martin Vučić                 | Make my day         | 17   | 52   | 9    | 97   | Engels                |
| 2006 | Elena Risteska               | Ninanajna           | 12   | 56   | 10   | 76   | Macedonisch en Engels |
| 2007 | Karolina                     | Mojot svet          | 14   | 73   | 9    | 97   | Macedonisch en Engels |
| 2008 | Tamara, Vrčak & Adrian Gaxha | Let me love you     | X    | X    | 10   | 65   | Engels                |
| 2009 | Next Time                    | Nesto sto ke ostane | X    | X    | 10   | 45   | Macedonisch           |
| 2010 | Gjoko Taneski                | Jas ja imam silata  | X    | X    | 15   | 37   | Macedonisch           |
| 2011 | Vlatko Ilievski              | Rusinka             | X    | X    | 16   | 36   | Macedonisch en Engels |
| 2012 | Kaliopi                      | Crno i belo         | 13   | 71   | 9    | 53   | Macedonisch           |
| 2013 | Esma & Lozano                | Pred da se razdeni  | X    | X    | 16   | 28   | Macedonisch en Romani |
| 2014 | Tijana                       | To the sky          | X    | X    | 13   | 33   | Engels                |
| 2015 | Danijel Kajmakoski           | Autumn leaves       | X    | X    | 15   | 28   | Engels                |
| 2016 | Kaliopi                      | Dona                | X    | X    | 11   | 88   | Macedonisch           |
| 2017 | Jana Burčeska                | Dance alone         | X    | X    | 15   | 69   | Engels                |
| 2018 | Eye Cue                      | Lost and found      | X    | X    | 18   | 24   | Engels                |
| 2019 | Tamara Todevska              | Proud               | 7    | 305  | 2    | 239  | Engels                |
| 2021 | Vasil                        | Here I stand        | X    | X    | 15   | 23   | Engels                |
| 2022 | Andrea                       | Circles             | X    | X    | 11   | 76   | Engels                |

| Kleur | Betekenis      |
| ----- | -------------- |
|       | Eerste plaats  |
|       | Tweede plaats  |
|       | Derde plaats   |
|       | Laatste plaats |
|       | Gastland       |

## Punten
Periode 1998-2022. Punten uit halve finales zijn in deze tabellen niet meegerekend.
| Plaats | Land    | Punten |
| ------ | ------- | ------ |
| 1      | Servië  | 150    |
| 2      | Albanië | 127    |
| 3      | Italië  | 86     |
| 4      | Turkije | 79     |
| 5      | Kroatië | 55     |

| Plaats | Land                  | Punten |
| ------ | --------------------- | ------ |
| 1      | Kroatië               | 74     |
| 2      | Slovenië              | 52     |
| 3      | Albanië               | 48     |
| 4      | Servië                | 46     |
| 5      | Bosnië en Herzegovina | 43     |

### Twaalf punten gegeven aan Noord-Macedonië
| Aantal | Land                  | Wanneer          |
| ------ | --------------------- | ---------------- |
| 3      | Servië                | 2012, 2019 (j+t) |
| 1      | Albanië               | 2019 (j)         |
| 1      | Bosnië en Herzegovina | 2012             |
| 1      | Ierland               | 1999             |
| 1      | Moldavië              | 2019 (j)         |
| 1      | Oostenrijk            | 2019 (j)         |
| 1      | Roemenië              | 2002             |
| 1      | Servië en Montenegro  | 2004             |
| 1      | Slovenië              | 2019 (t)         |
| 1      | Verenigd Koninkrijk   | 2019 (j)         |
| 1      | Zwitserland           | 2019 (j)         |

(j) = vakjury; (t) = televoting

### Twaalf punten gegeven door Noord-Macedonië
(Vetgedrukte landen waren ook de winnaar van dat jaar.)
| Jaar | Land     | Jaar | Land                  | Jaar | Land                    |
| ---- | -------- | ---- | --------------------- | ---- | ----------------------- |
| 1998 | Kroatië  | 2008 | Albanië               | 2015 | Albanië                 |
| 2000 | Roemenië | 2009 | Turkije               | 2016 | Oekraïne (j) Servië (t) |
| 2002 | Roemenië | 2010 | Albanië               | 2017 | Bulgarije (j+t)         |
| 2004 | Albanië  | 2011 | Bosnië en Herzegovina | 2018 | Estland (j) Albanië (t) |
| 2005 | Kroatië  | 2012 | Albanië               | 2019 | Italië (j) Albanië (t)  |
| 2006 | Albanië  | 2013 | Denemarken            | 2021 | Servië (j+t)            |
| 2007 | Servië   | 2014 | Montenegro            | 2022 | Spanje (j) Servië (t)   |

(j) = vakjury; (t) = televoting
1998 · 1999 · 2000 · 2001 · 2002 · 2003 · 2004 · 2005 · 2006 · 2007 · 2008 · 2009 · 2010 · 2011 · 2012 · 2013 · 2014 · 2015 · 2016 · 2017 · 2018 · 2019 · 2020 · 2021 · 2022 · 2023-2025